# Lāy
Lāy (persiska: لای) är en ort i Iran.   Den ligger i provinsen Ardabil, i den nordvästra delen av landet, 400 km nordväst om huvudstaden Teheran. Lāy ligger 2 045 meter över havet och antalet invånare är 178.
Terrängen runt Lāy är huvudsakligen kuperad, men åt nordväst är den bergig. Runt Lāy är det ganska tätbefolkat, med 139 invånare per kvadratkilometer. Närmaste större samhälle är Nīr, 12,2 km sydost om Lāy. Trakten runt Lāy består i huvudsak av gräsmarker.